# Ascotis glaucotoxa
Ascotis glaucotoxa là một loài bướm đêm trong họ Geometridae.